# Roderigo Lopes

Roderigo Lopes (links) mit seinem angeblichen Mitverschwörer Ferrara de Gama.

Roderigo Lopes, span. Rodrigo Lopez (* 1525 in Crato, Portugal; † 7. Juni 1594 in London), genannt Doktor Lopus, war der Leibarzt der englischen Königin Elisabeth I. Tudor.

## Leben
Lopes war der Sohn portugiesischer Conversos und kam 1559 nach England, wo er als Fachmann der Medizin berühmt wurde. Er behandelte Robert Dudley, 1. Earl of Leicester und Francis Walsingham und wurde 1586 zum obersten Leibarzt der Königin ernannt. Sein Erfolg und seine jüdische Abstammung brachten ihm viele Feinde ein, und 1594 beschuldigte ihn Robert Devereux, 2. Earl of Essex, an einem Plan zur Ermordung Antónios von Crato und der Königin mitgearbeitet zu haben. Essex saß persönlich dem Sondergericht vor, das Lopes zum Tode verurteilte. Er wurde wenige Monate, nachdem die Königin das Urteil bestätigt hatte, gehängt, ausgeweidet und gevierteilt (Strafe für versuchten und vollendeten Königsmord und Hochverrat). Seine Witwe erhielt auf Anweisung Elisabeths I. eine entsprechende Witwenrente, was Lopes’ Schuld in den Augen der Königin in Zweifel zieht.
Lopes wird gelegentlich als historisches Vorbild für die Hauptfigur „Shylock“ im Schauspiel Der Kaufmann von Venedig von William Shakespeare betrachtet.